# Elisabeth Theurer
Elisabeth Theurer, detta Sissy (Linz, 20 settembre 1956), è una cavallerizza austriaca.
Dopo il suo matrimonio è conosciuta anche con i cognomi Max-Theurer.
Ha vinto la medaglia d'oro olimpica alle Olimpiadi di Mosca 1980 nella gara di dressage individuale.
Ha partecipato anche alle Olimpiadi 1984 e alle Olimpiadi 1992. Vive nella sua residenza di Castel Kammer a Schörfling am Attersee.